# Die Garmisch-Cops
Die Garmisch-Cops è una serie televisiva tedesca di genere poliziesco prodotta dal 2012 al 2014 da Bavaria Film Protagonisti della serie sono Thomas Unger  e Jan Dose; altri interpreti principali sono Franziska Schlattner, Holger Daemgen, Christoph Stoiber  e Tim Wilde.
La serie si compone di 2 stagioni, per un totale di 22 episodi. In Germania la serie è stata trasmessa in prima visione dall'emittente televisiva ZDF: il primo episodio, intitolato Finks letzter Flug, fu trasmesso in prima visione il 10 ottobre 2012; l'ultimo, intitolato Ausflug in den Tod, fu trasmesso in prima visione il 4 aprile 2014.

## Trama
Protagonisti delle vicende, che si svolgono nella località sciistica bavarese di Garmisch-Partenkirchen, sono due commissari dai caratteri completamente diversi, Anton Wölk e Robert Bähr. Nelle loro indagini, sono affiancati dal pubblico ministero Claudia Wöl, che è anche la compagna di Wölk.

## Episodi
| Stagione         | Puntate | Prima TV Germania | Prima TV Italia |
| ---------------- | ------- | ----------------- | --------------- |
| Prima stagione   | 10      | 2012              | inedita         |
| Seconda stagione | 12      | 2014              | inedita         |